# Salvi Estradé
Salvi Estradé va ser organista de la basílica de Santa Maria de Castelló d‘Empúries i també beneficiat de l'església de Sant Pere de Begur entre 1618-1627.